# ルートヴィヒ・プラントル

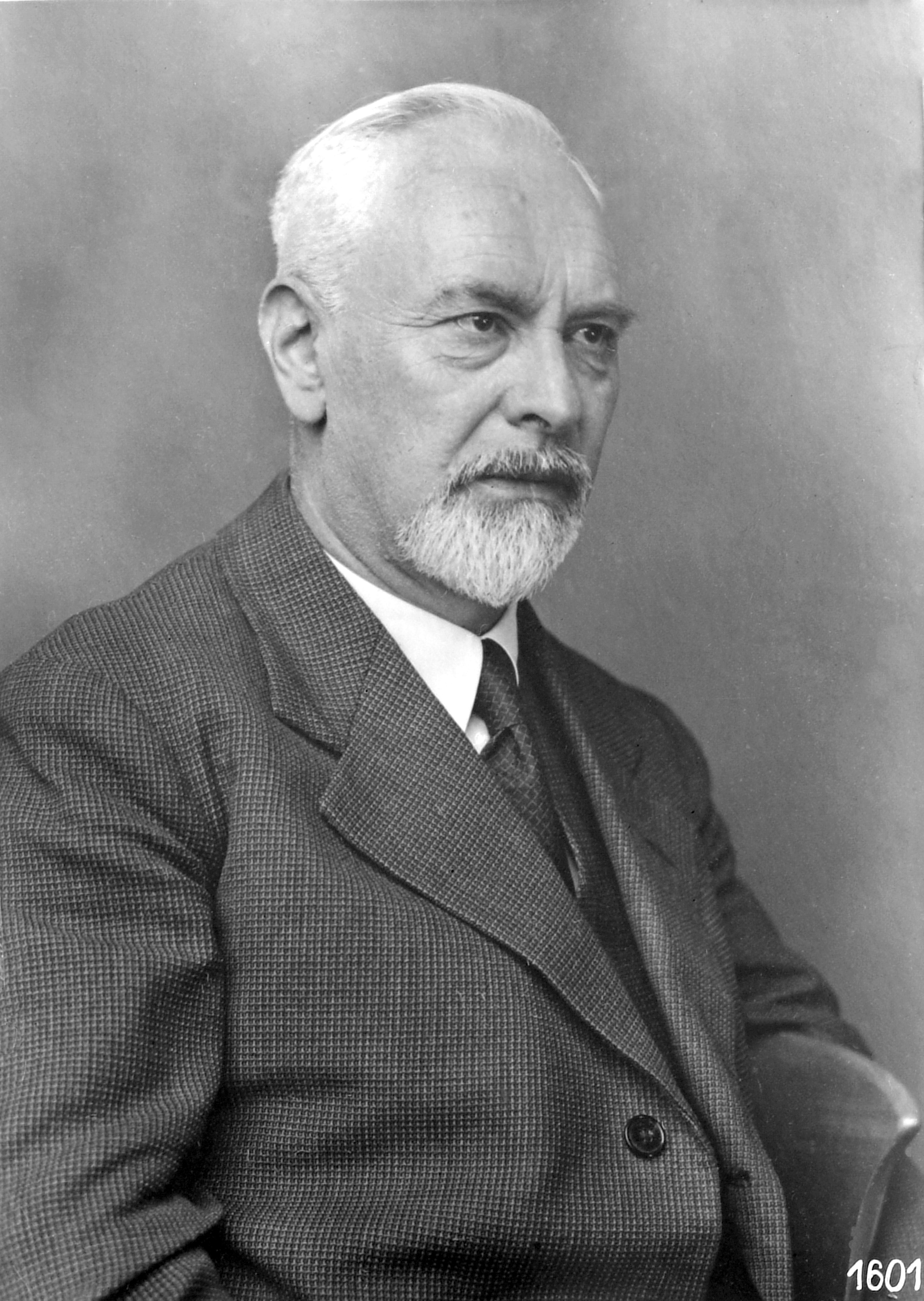
ルートヴィヒ・プラントル

ルートヴィヒ・プラントル（Ludwig Prandtl 、1875年2月4日 - 1953年8月15日)は、ドイツの物理学者。空気力学の方面で業績を上げた。境界層、薄翼の理論、揚力線理論を研究した。無次元量のプラントル数の命名者である。

## 来歴
ミュンヘン近郊のフライジンクに生れた。父親も工学の教授である。1894年ミュンヘン大学に入学し固体物理を学んで、機械設計者になった。流体機械の設計から流体力学の分野に加わるようになった。
1901年ハノーファー工科大学（現ゴットフリート・ヴィルヘルム・ライプニッツ大学ハノーファー）の教授になった。1904年に境界層に関する論文を執筆した。ゲッティンゲン大学に移り、航空流体工学の先端研究機関とした。1925年にカイザー・ヴィルヘルム・流体力学研究所（Kaiser-Wilhelm-Institut für Strömungsforschung ）を創立した。
フレデリック・ランチェスターと3次元翼の理論（ランチェスター＝プラントル理論または揚力線理論）を1918年から1919年に発表した。キャンバーをもつ薄翼の理論も研究した。翼端効果の重要性を示した。それまで考慮されなかった翼端渦が抗力を引き起こすことを示した。
1908年にテオドール・マイヤー（de:Theodor Meyer ）と共に、超音速衝撃波の理論を初めて示した。超音速風洞の構造も考案した。
その他にハーマン・グロワート（Hermann Glauert  、英、1892年 - 1934年）とともにプラントル＝グロワートの法則やその特異点に名前を残している。1928年王立協会外国人会員選出。1951年ヴィルヘルム・エクスナー・メダル受賞。